# Braamvlinder
De braamvlinder (Thyatira batis) is een nachtvlinder uit de familie Drepanidae, (eenstaartjes). De spanwijdte van de vlinder bedraagt tussen de 40 en 45 millimeter.
Waardplanten van deze vlinder zijn braamsoorten. De braamvlinder komt in heel Europa vrij algemeen voor in bosrijk gebied.
De vliegtijd is van mei tot en met juli en heel soms een tweede generatie in augustus.

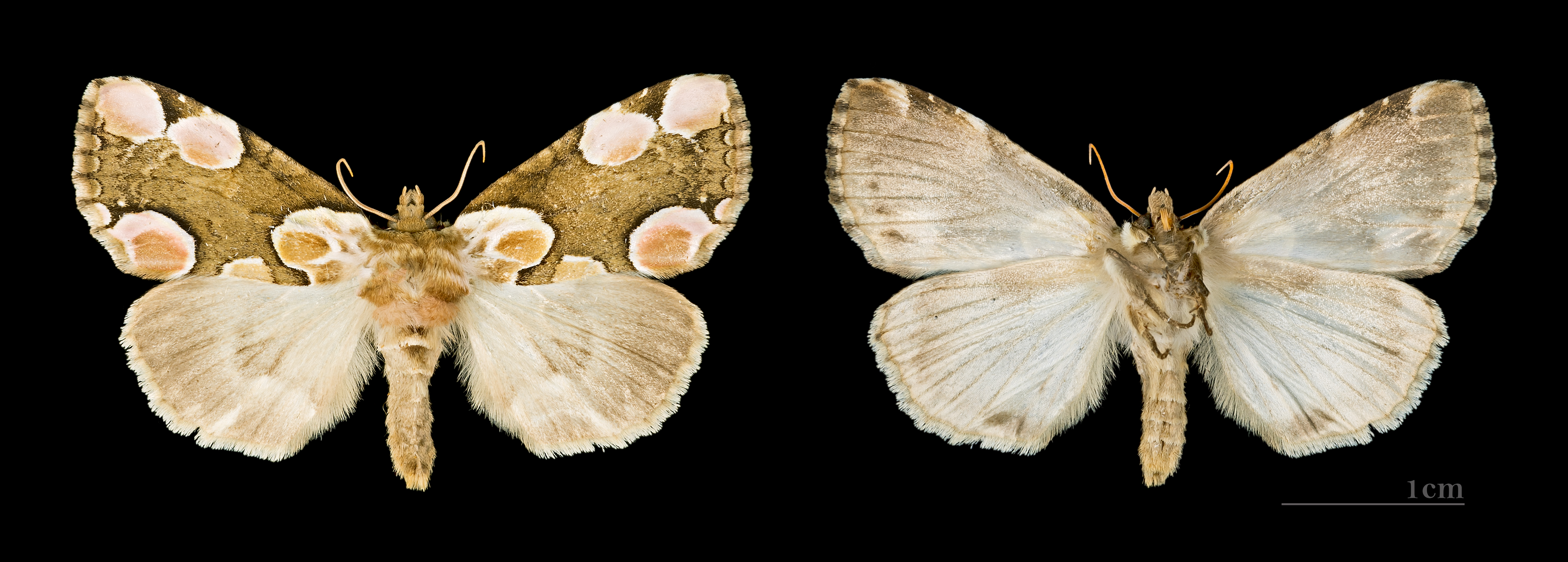
Thyatira batis ♀ Muséum de Toulouse
♂
♂ △
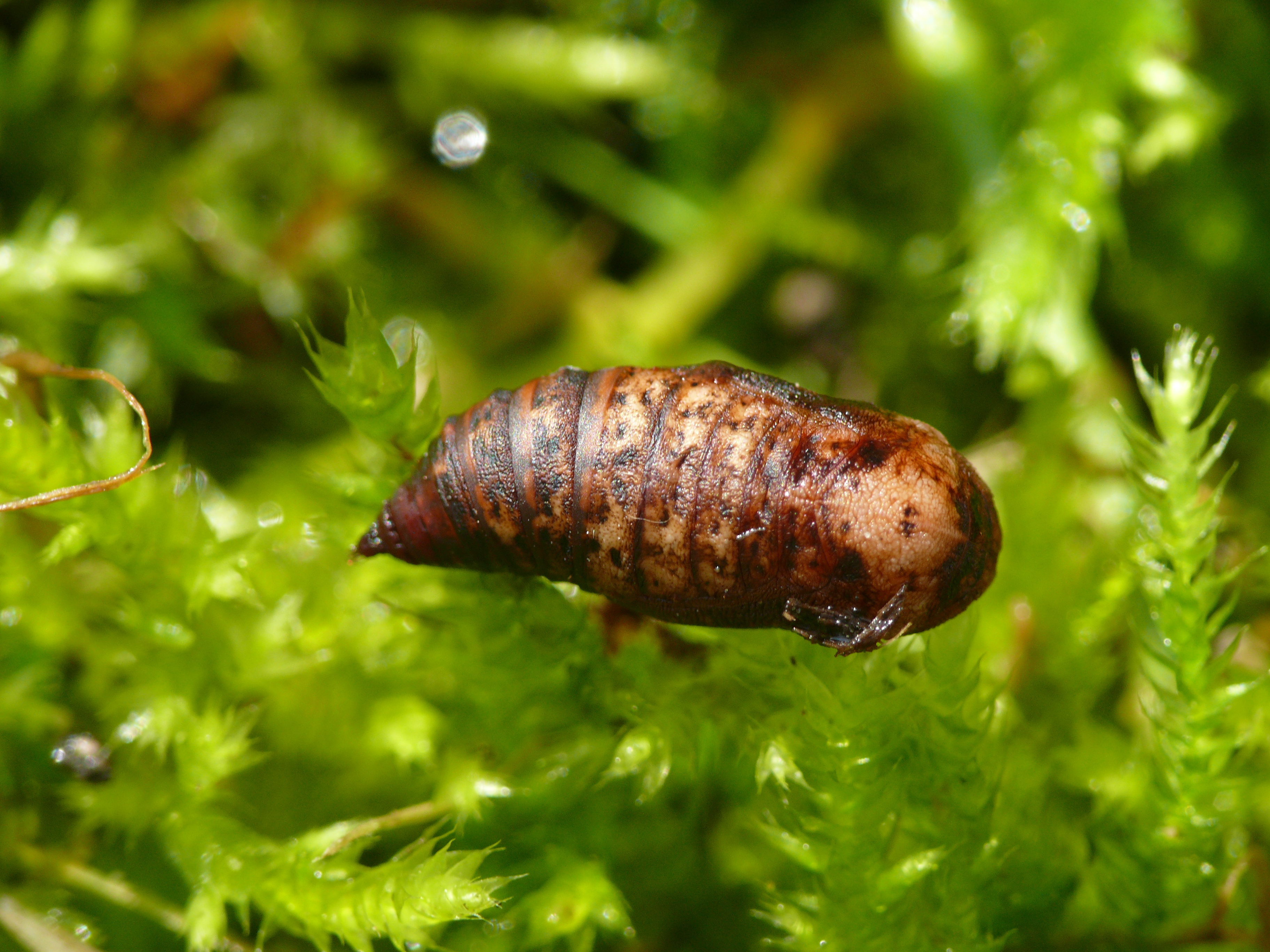